# Oestreminis

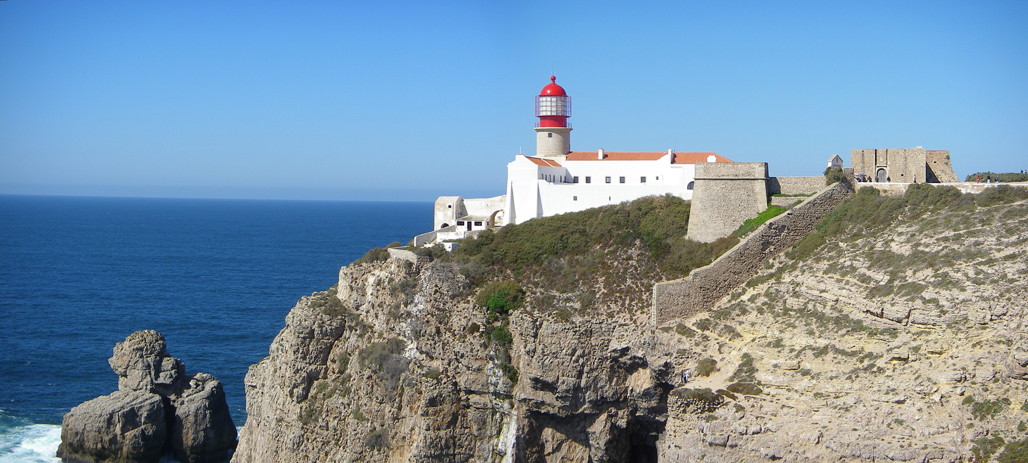
Cabo de São Vicente mit Leuchtturm

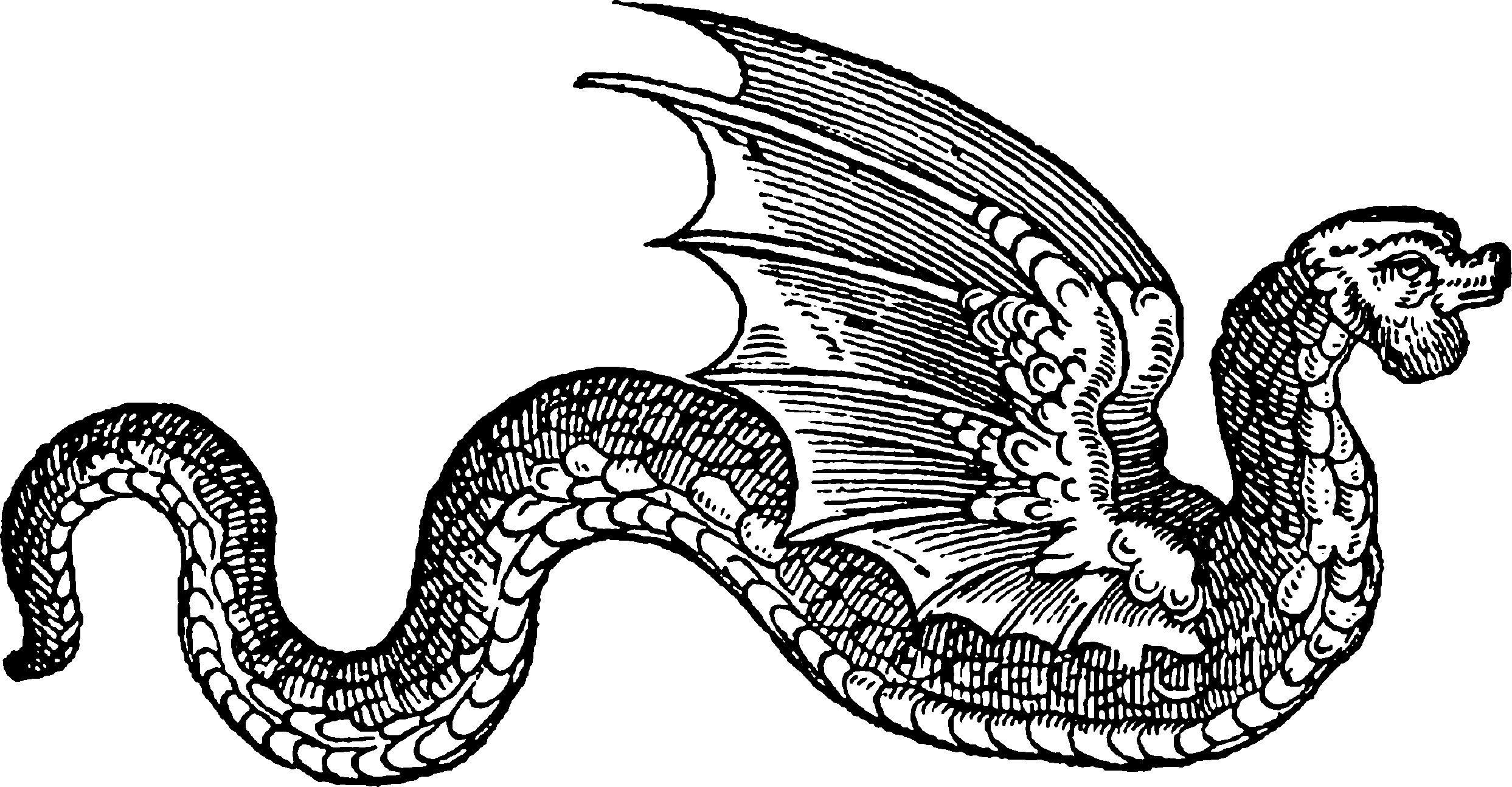
Das Amphiptere – eine mythische Schlange, Edward Topsell (1608).

In der lateinischen Dichtung war Oestreminis ("Extremer / Äußerster Westen") – vergleichbar Finis terrae – der Name für das Gebiet des heutigen Portugals. Seine Bewohner wurden davon abgeleitet Oestrimni genannt.
Erwähnung findet Oestreminis in Ora Maritima ("Meeresküsten"), einem Gedicht, das von einem wesentlich früher erschienenen Periplus griechischer Seeleute inspiriert und beeinflusst war. Rufus Avienus Festus, römischer Dichter geografischer Sujets des 4. Jahrhunderts schreibt dort, dass Oestriminis von den Oestrimni besiedelt wurde, einem Volk, das dort sehr lange Zeit lebte und aus diesem, seinem ursprünglichen Siedlungsgebiet nach einer Invasion von serpens geflüchtet wäre. Serpens, Schlange, steht dabei für ein sagenhaftes Tier und kann auch Drachen meinen.
Die Bewohner des semimythologischen „Schlangenlandes“ (siehe unten) kannte man im alten Griechenland dem Namen nach, für die Legende gibt es aber keinerlei historische oder archäologische Belege. Der poetische Name Oestrimni wurde zeitweise für alle altsteinzeitlichen Bewohner des am Atlantik gelegenen Teils der Iberischen Halbinsel verwendet.
Die Vertreibung der Oestrimni in Ora Maritima:
| Post illa rursum quae supra fati sumus, magnus patescit aequoris fusi sinus Ophiussam ad usque. rursum ab huius litore internum ad aequor, qua mare insinuare se dixi ante terris, quodque Sardum nuncupant, septem dierum tenditur pediti via. Ophiussa porro tanta panditur latus quantam iacere Pelopis audis insulam Graiorum in agro. haec dicta primo Oestrymnis est locos et arva Oestrymnicis habitantibus, post multa serpens effugavit incolas vacuamque glaebam nominis fecit sui. | Nach jenem wiederum, was wir oben sagten, tut sich eine große Bucht auf, in die die Wasser geströmt, bis hin nach Ophiussa. Wiederum von dessen Strand zum inneren Gewässer, Sardum genannt, durch welches, wie ich vorher sagte, das Meer sich einschmiegt dem Land, dehnt sich der Weg dessen, der zu Fuß reist, sieben Tage. Ophiussa erstreckt sich in seiner Breite so weit wie man es von der Insel des Pelops (=Peloponnes), die auf gräzischem Boden liegt, hört. Dieses (Land) hieß im Anfang Oestrymnis bei denen die die Oestrymnischen Orte und Fluren bewohnten, nach langer Zeit verjagte die Schlange die Bewohner und gab der leeren Scholle ihren eigenen Namen. 1. |